# Liste des députés de la deuxième législature du Landtag de Rhénanie-Palatinat
Cette liste présente les 100 membres de la 2e législature du Landtag de Rhénanie-Palatinat au moment de leur élection le 29 avril 1951 lors des élections régionales de 1951 en Rhénanie-Palatinat. Elle présente les élus du land et précise si l'élu a été élu dans le cadre d'une des 7 circonscriptions.

## Répartition des sièges

Répartition des sièges du Landtag de Rhénanie-Palatinat en 1951

| Parti | Parti                                        | Voix      | Voix  | Sièges  | Sièges        | Sièges | Sièges | Sièges |
| Parti | Parti                                        | Votes     | %     | Députés | +/-           |        |        |        |
| ----- | -------------------------------------------- | --------- | ----- | ------- | ------------- | ------ | ------ | ------ |
|       | Union chrétienne-démocrate d'Allemagne (CDU) | 563 274   | 39,19 | 43      | 5             |        |        |        |
|       | Parti social-démocrate d'Allemagne (SPD)     | 488 374   | 33,98 | 38      | 4             |        |        |        |
|       | Parti libéral-démocrate (FDP)                | 240 071   | 16,70 | 19      | 8             |        |        |        |
|       |                                              |           |       |         |               |        |        |        |
| Total | Total                                        | 1 437 250 | 100   | 100     | en stagnation |        |        |        |

## Élus
| Circonscription           | Nom                          |  | Parti |
| ------------------------- | ---------------------------- |  | ----- |
| Cinquième circonscription | Franz Adamo                  |  | SPD   |
| Troisième circonscription | Ernst Adams                  |  | CDU   |
| Première circonscription  | Peter Altmeier               |  | CDU   |
| Deuxième circonscription  | Heinz-Eberhard Andres        |  | FDP   |
| Première circonscription  | Wilhelm Andres               |  | CDU   |
| Troisième circonscription | Theodor Asholt               |  | SPD   |
| Première circonscription  | Georg Bauer                  |  | SPD   |
| Première circonscription  | Bruno Becher                 |  | FDP   |
| Quatrième circonscription | Heinrich Bechtel             |  | SPD   |
| Cinquième circonscription | Johann Beckenbach            |  | SPD   |
| Quatrième circonscription | Hermann Becker               |  | FDP   |
| Deuxième circonscription  | Walter Bender                |  | FDP   |
| Cinquième circonscription | Georg Berg                   |  | CDU   |
| Troisième circonscription | Adolf Billen                 |  | CDU   |
| Première circonscription  | Wilhelm Boden                |  | CDU   |
| Sixième circonscription   | Franz Bögler                 |  | SPD   |
| Première circonscription  | Hans Böhm                    |  | SPD   |
| Deuxième circonscription  | Hans Brune                   |  | SPD   |
| Sixième circonscription   | Ludwig Bußjäger              |  | FDP   |
| Troisième circonscription | Karl Christoffel             |  | CDU   |
| Deuxième circonscription  | Franz Claus                  |  | FDP   |
| Cinquième circonscription | Justus Cronenbold            |  | SPD   |
| Première circonscription  | Carola Dauber                |  | SPD   |
| Première circonscription  | Michael Dedenbach            |  | SPD   |
| Septième circonscription  | Emil Demmerle                |  | CDU   |
| Septième circonscription  | Jakob Demmerle               |  | CDU   |
| Septième circonscription  | Josef Diehl                  |  | SPD   |
| Deuxième circonscription  | Jacob Diel                   |  | CDU   |
| Deuxième circonscription  | Ewald Drathen                |  | CDU   |
| Sixième circonscription   | Anton Eberhard               |  | FDP   |
| Septième circonscription  | Fritz Fickeisen              |  | SPD   |
| Sixième circonscription   | Albert Finck                 |  | CDU   |
| Sixième circonscription   | Otto Fliesen                 |  | FDP   |
| Septième circonscription  | Otto Frank                   |  | FDP   |
| Septième circonscription  | Willibald Gänger             |  | SPD   |
| Troisième circonscription | Mathilde Gantenberg          |  | CDU   |
| Deuxième circonscription  | Otto Groß                    |  | FDP   |
| Première circonscription  | Georg Habighorst             |  | CDU   |
| Première circonscription  | Friedrich Wilhelm Hachenberg |  | CDU   |
| Troisième circonscription | Friedrich Hartmann           |  | CDU   |
| Première circonscription  | Willi Hartung                |  | SPD   |
| Sixième circonscription   | Franz Heller                 |  | CDU   |
| Cinquième circonscription | Dora Hennig                  |  | SPD   |
| Sixième circonscription   | Luise Herklotz               |  | SPD   |
| Première circonscription  | Hubert Hermans               |  | CDU   |
| Septième circonscription  | Eugen Hertel                 |  | SPD   |
| Première circonscription  | Susanne Hermans-Hillesheim   |  | CDU   |
| Cinquième circonscription | Willy Hitter                 |  | SPD   |
| Sixième circonscription   | Hans Hoffmann                |  | SPD   |
| Sixième circonscription   | Gustav Hülser                |  | CDU   |
| Deuxième circonscription  | Johann Peter Josten          |  | CDU   |
| Quatrième circonscription | Paul Kalinowski              |  | CDU   |
| Sixième circonscription   | Eduard Kern                  |  | FDP   |
| Quatrième circonscription | Werner Klein                 |  | FDP   |
| Septième circonscription  | Johann Klinkner              |  | CDU   |
| Quatrième circonscription | Helmut Kloft                 |  | FDP   |
| Sixième circonscription   | Ernst Koehler                |  | SPD   |
| Troisième circonscription | Hans König                   |  | SPD   |
| Première circonscription  | Heinz Korbach                |  | CDU   |
| Deuxième circonscription  | Karl Kuhn                    |  | SPD   |
| Sixième circonscription   | Maxim Kuraner                |  | SPD   |
| Quatrième circonscription | Karl Lahr                    |  | FDP   |
| Deuxième circonscription  | Walter Lichtenberger         |  | CDU   |
| Sixième circonscription   | Ernst Lorenz                 |  | SPD   |
| Première circonscription  | Max Lotz                     |  | FDP   |
| Cinquième circonscription | Günter Markscheffel          |  | SPD   |
| Cinquième circonscription | Willibald Martenstein        |  | FDP   |
| Deuxième circonscription  | Wilhelm Maschke              |  | SPD   |
| Cinquième circonscription | Hermann Matthes              |  | CDU   |
| Sixième circonscription   | Adolf Merz                   |  | SPD   |
| Première circonscription  | Peter Mieden                 |  | CDU   |
| Première circonscription  | Otto Mockenhaupt             |  | SPD   |
| Sixième circonscription   | Hans Moser                   |  | CDU   |
| Septième circonscription  | Karl Motz                    |  | FDP   |
| Sixième circonscription   | Emil Müller                  |  | SPD   |
| Sixième circonscription   | Herbert Müller               |  | SPD   |
| Quatrième circonscription | Wilhelm Nowack               |  | FDP   |
| Septième circonscription  | Willy Odenthal               |  | SPD   |
| Première circonscription  | Heinrich Pickel              |  | CDU   |
| Troisième circonscription | Max Günther Piedmont         |  | FDP   |
| Deuxième circonscription  | Clemens Platten              |  | CDU   |
| Sixième circonscription   | Ludwig Reichling             |  | CDU   |
| Deuxième circonscription  | Heinz Reitbauer              |  | FDP   |
| Première circonscription  | Hans Bernhard Rippelbeck     |  | CDU   |
| Septième circonscription  | Ignaz Roth                   |  | SPD   |
| Septième circonscription  | Julius Rüb                   |  | SPD   |
| Quatrième circonscription | Otto Sassenroth              |  | SPD   |
| Sixième circonscription   | August Schäfer               |  | SPD   |
| Cinquième circonscription | Josef Schlick                |  | CDU   |
| Quatrième circonscription | Otto Schmidt                 |  | SPD   |
| Septième circonscription  | Max Schuler                  |  | CDU   |
| Cinquième circonscription | Fritz-Rudolf Schultz         |  | FDP   |
| Deuxième circonscription  | Willi Schweinhardt           |  | FDP   |
| Première circonscription  | Elfriede Seppi               |  | SPD   |
| Troisième circonscription | Karl Sommerey                |  | FDP   |
| Septième circonscription  | August Spies                 |  | CDU   |
| Cinquième circonscription | Alfred Steger                |  | FDP   |
| Sixième circonscription   | Oskar Stübinger              |  | CDU   |
| Première circonscription  | Hubert Teschner              |  | CDU   |
| Troisième circonscription | Hubert Thome                 |  | CDU   |
| Quatrième circonscription | Rudolf Tönges                |  | CDU   |
| Septième circonscription  | Fritz Volkemer               |  | SPD   |
| Cinquième circonscription | Heinrich Völker              |  | SPD   |
| Troisième circonscription | Otto van Volxem              |  | CDU   |
| Première circonscription  | August Wacker                |  | CDU   |
| Troisième circonscription | Nikolaus Weis                |  | CDU   |
| Cinquième circonscription | Ernst Jakob Wetzel           |  | CDU   |
| Quatrième circonscription | Philipp Wildt                |  | FDP   |
| Deuxième circonscription  | Josef Will                   |  | CDU   |
| Septième circonscription  | Fritz Wilms                  |  | FDP   |
| Deuxième circonscription  | Aloys Wingender              |  | SPD   |
| Première circonscription  | Paul Wingendorf              |  | CDU   |
| Sixième circonscription   | Johannes Wolf                |  | CDU   |
| Troisième circonscription | Maria Wolf                   |  | SPD   |
| Sixième circonscription   | Paul Wolf                    |  | SPD   |
| Troisième circonscription | August Wolters               |  | CDU   |
| Quatrième circonscription | Alois Zimmer                 |  | CDU   |